# 목포시의 국회의원

## 행정구역 변천
- 1945년 8월 15일 전라남도 목포부
- 1949년 8월 15일 전라남도 목포시

## 목포시의 역대 국회의원 일람
| 대수         | 이름           | 소속정당       | 임기                               | 선거구역 |
| ------------ | -------------- | -------------- | ---------------------------------- | --- |
| 제1대        | 이남규(李南圭) | 독촉국민회     | 1948년 5월 31일 - 1948년 10월 19일 | 목포부 일원(제2선거구) |
| 제1대        | 강선명(姜善明) | 무소속         | 1949년 1월 14일 - 1950년 5월 30일  | 목포부 일원(제2선거구) |
| 제2대        | 임기봉(林基奉) | 대한노동총연맹 | 1950년 5월 31일 - 1954년 5월 30일  | 목포시 일원(제1선거구) |
| 제3대        | 정중섭(鄭重燮) | 민주국민당     | 1954년 5월 31일 - 1958년 5월 30일  | 목포시 일원(제2선거구) |
| 제4대        | 정중섭(鄭重燮) | 민주당         | 1958년 5월 31일 - 1960년 7월 28일  | 목포시 일원(제4선거구) |
| 제5대 민의원 | 김문옥(金文玉) | 민주당         | 1960년 7월 29일 - 1961년 5월 16일  | 목포시 일원(제4선거구) |
| 제6대        | 김대중(金大中) | 민주당         | 1963년 12월 17일 - 1967년 6월 30일 | 목포시 일원(제3선거구) |
| 제7대        | 김대중(金大中) | 신민당         | 1967년 7월 1일 - 1971년 6월 30일   | 목포시 일원(제3선거구) |
| 제8대        | 김경인(金敬仁) | 신민당         | 1971년 7월 1일 - 1972년 10월 17일  | 목포시 일원(제3선거구) |
| 제9대        | 강기천(姜起千) | 민주공화당     | 1973년 3월 12일 - 1979년 3월 11일  | 목포시·무안군·신안군 일원(제2선거구) |
| 제9대        | 김경인(金敬仁) | 민주통일당     | 1973년 3월 12일 - 1979년 3월 11일  | 목포시·무안군·신안군 일원(제2선거구) |
| 제10대       | 최영철(崔永喆) | 민주공화당     | 1979년 3월 12일 - 1980년 10월 27일 | 목포시·무안군·신안군 일원(제2선거구) |
| 제10대       | 임종기(林鐘基) | 신민당         | 1979년 3월 12일 - 1980년 10월 27일 | 목포시·무안군·신안군 일원(제2선거구) |
| 제11대       | 최영철(崔永喆) | 민주정의당     | 1981년 4월 11일 - 1985년 4월 10일  | 목포시·무안군·신안군 일원(제3선거구) |
| 제11대       | 임종기(林鐘基) | 민주한국당     | 1981년 4월 11일 - 1985년 4월 10일  | 목포시·무안군·신안군 일원(제3선거구) |
| 제12대       | 최영철(崔永喆) | 민주정의당     | 1985년 4월 11일 - 1988년 5월 29일  | 목포시·무안군·신안군 일원(제3선거구) |
| 제12대       | 임종기(林鐘基) | 민주한국당     | 1985년 4월 11일 - 1988년 5월 29일  | 목포시·무안군·신안군 일원(제3선거구) |
| 제13대       | 권노갑(權魯甲) | 평화민주당     | 1988년 5월 30일 - 1992년 5월 29일  | 목포시 일원 |
| 제14대       | 권노갑(權魯甲) | 민주당         | 1992년 5월 30일 - 1996년 5월 29일  | 목포시 일원 |
| 제15대       | 김홍일(金弘一) | 새정치국민회의 | 1996년 5월 30일 - 2000년 5월 29일  | 목포시·신안군 갑: 목포시 용당1동 용당2동 산정1동 산정2동 대성1동 대성2동 양동 북교동 호남동 죽동 무안동 동명동 영해동 유달동 만호동 서산동 온금동 죽교1동 죽교2동 달성동 대반동 연동 삼향동 용해동 상동 |
| 제15대       | 한화갑(韓和甲) | 새정치국민회의 | 1996년 5월 30일 - 2000년 5월 29일  | 목포시·신안군 을: 목포시 산정3동 충무동, 신안군 일원 |
| 제16대       | 김홍일(金弘一) | 새천년민주당   | 2000년 5월 30일 - 2004년 5월 29일  | 목포시 일원 |
| 제17대       | 이상열(李相烈) | 새천년민주당   | 2004년 5월 30일 - 2008년 5월 29일  | 목포시 일원 |
| 제18대       | 박지원(朴智元) | 무소속         | 2008년 5월 30일 - 2012년 5월 29일  | 목포시 일원 |
| 제19대       | 박지원(朴智元) | 민주통합당     | 2012년 5월 30일 - 2016년 5월 29일  | 목포시 일원 |
| 제20대       | 박지원(朴智元) | 국민의당       | 2016년 5월 30일 - 2020년 5월 29일  | 목포시 일원 |
| 제21대       | 김원이(金源伊) | 더불어민주당   | 2020년 5월 30일 - 2024년 5월 29일  | 목포시 일원 |
| 제22대       | 김원이(金源伊) | 더불어민주당   | 2024년 5월 30일 ~                  | 목포시 일원 |

## 같이 보기
- 무안군의 국회의원
- 신안군의 국회의원
- 영암군의 국회의원
- 목포시 (1988년 선거구)
- 목포시·신안군 갑
- 목포시·신안군 을
- 목포시 (2000년 선거구)